# Herðubreið

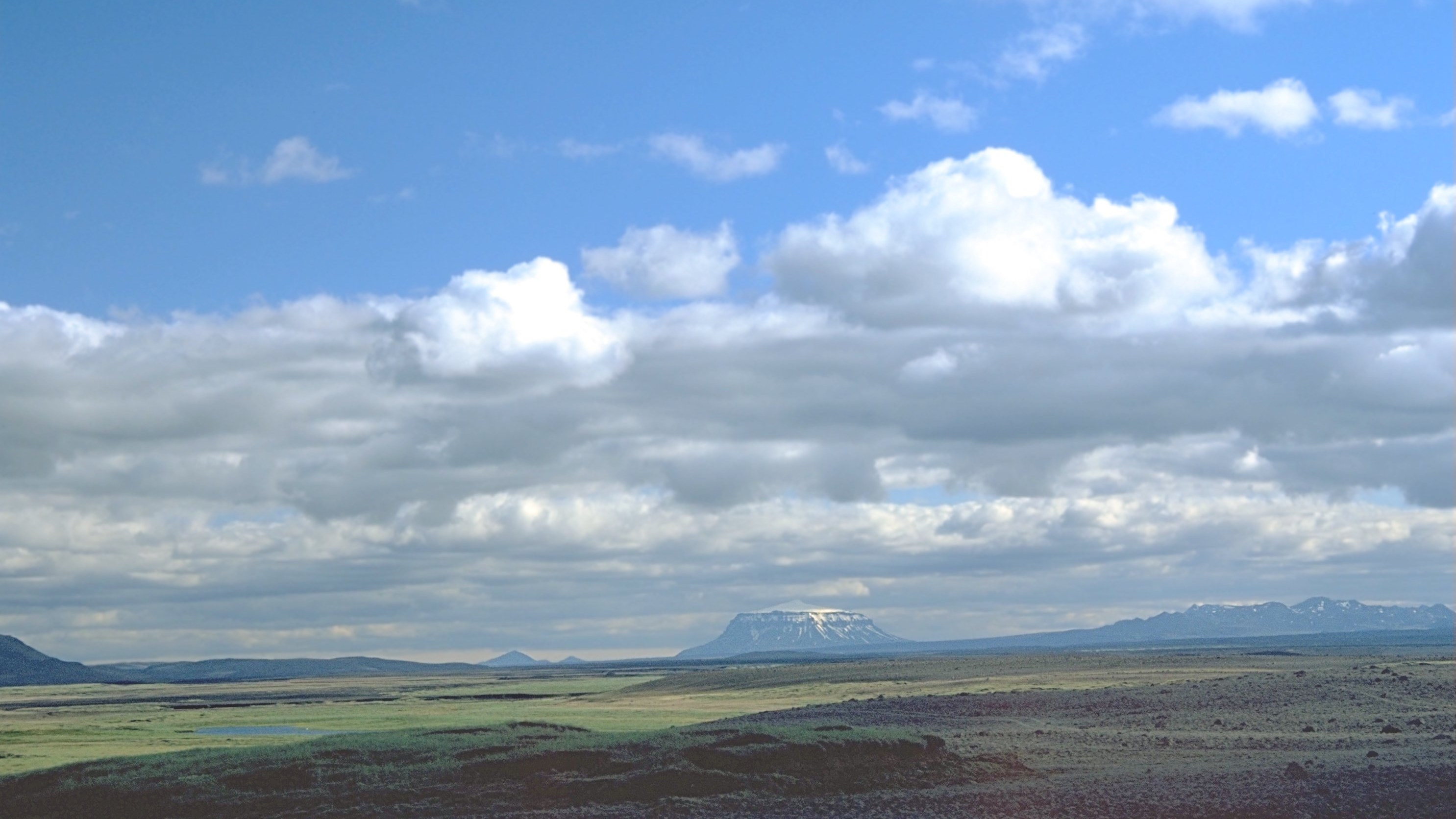
Aus Richtung Dettifoss

Herðubreið ['hεrðʏ̩prεiˑð] (deutsch: die Breitschultrige) gilt mit ihrer auffälligen Form eines Tafelvulkans als die „Königin der Berge Islands“. Der Berg ist 1682 Meter hoch und liegt im isländischen Hochland in der Wüste Ódáðahraun, nicht weit entfernt vom Vulkan Askja.

## Wichtige Daten
Der Vulkan, Teil des Vulkansystems der Askja, weist einen Gipfelkrater und ganzjährige Schneefelder auf, jedoch keinen Gletscher. Der majestätische Eindruck, den der Tafelvulkan macht, ist auch auf die beträchtlichen Höhenunterschiede im Vergleich zu seiner unmittelbaren Umgebung zurückzuführen. Er überragt die ihn umgebenden Lavafelder immerhin um ca. 1000 Meter. Der Berg ist sehr symmetrisch gebaut, seine Grundfläche fast ein perfekter Kreis von etwa 8–9 km Umfang. Seine Hänge sind sehr steil und brüchig. Der höchste Gipfel überragt die Tafelfläche nochmals um ca. 200 Meter und liegt auf dem Nordostrand des Gipfelkraters.

## Geologie
Der Tafelvulkan besteht im unteren Teil aus Palagonit, die unteren Teile sind offensichtlich unter einem Gletscher entstanden. Oben übernehmen dort, wo die Lava über den Gletscher heraustrat, Basaltlavalagen.

## Bergsteigen
Herðubreið galt lange als unbesteigbar. Erst 1908 gelang es dem Geologen Hans Reck, dem Islandreisegefährten und späteren Gatten der Ina von Grumbkow, und seinem Gefährten Sigurður Sumarliðason, den Berg zum ersten Mal zu besteigen. Heutzutage erfolgt der Aufstieg durch Alpinisten zumeist von der Nordwestseite.

## Herðubreiðarlindir

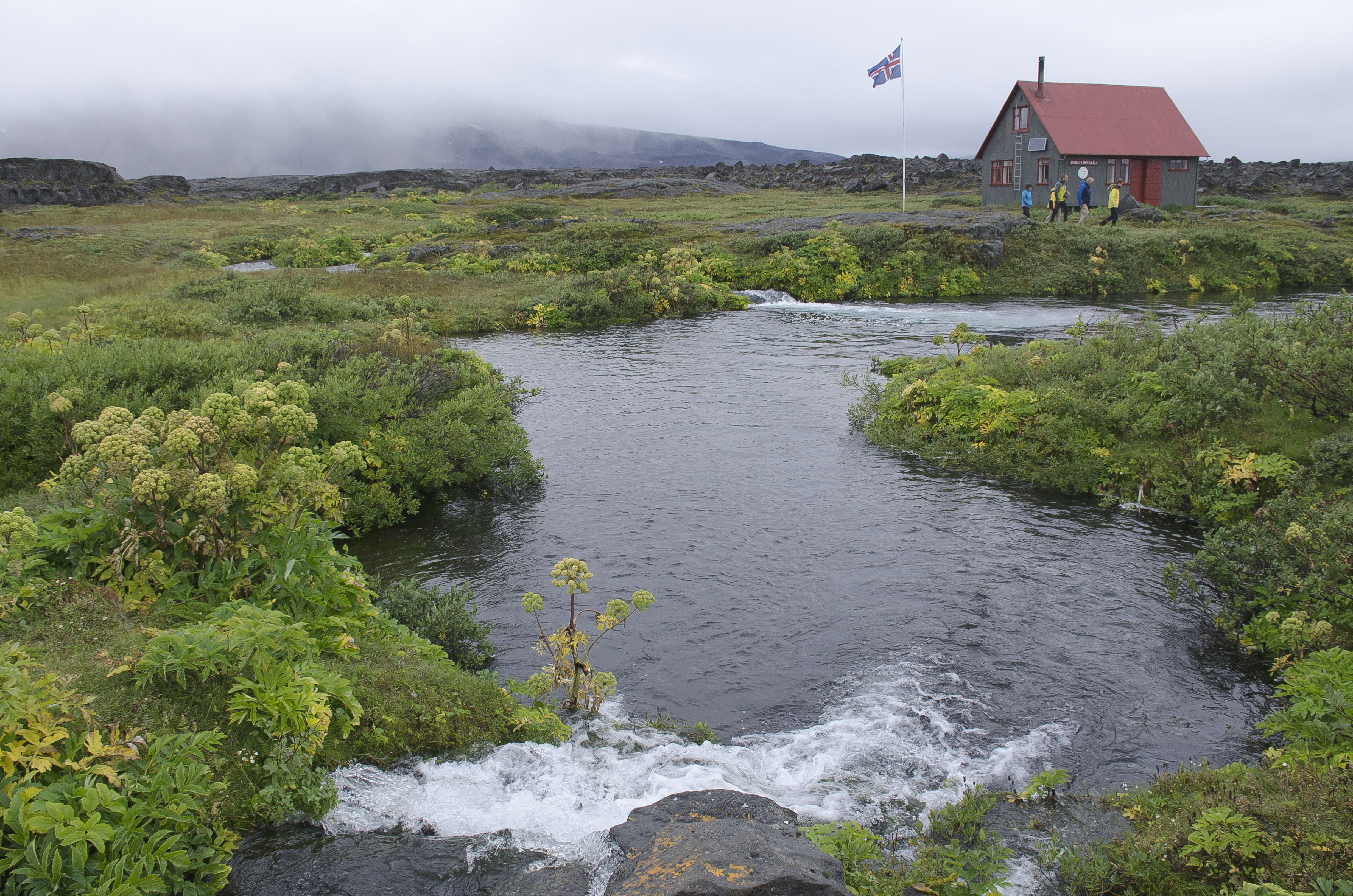
Herðubreiðarlindir

Am Fuß des Berges liegt die Oase Herðubreiðarlindir, von der aus man Wanderungen starten kann. In früheren Zeiten lebten hier Geächtete, wie z. B. der berüchtigte Fjalla-Eyvindur, die wegen Verbrechen aus der Gesellschaft ausgeschlossen waren.

## Teil des Vatnajökull-Nationalparks
Schon 1974 wurden der Berg und seine nächste Umgebung unter Naturschutz gestellt. Der Herðubreið gehört jetzt zum Vatnajökull-Nationalpark.

## Trivia
- Die Boeing 757-200 der Icelandair mit dem Kennzeichen TF-FIA ist nach dem Vulkan benannt.